# Stefan O’Connor
Stefan Ramone Sewell O’Connor (* 23. Januar 1997 in Croydon, London) ist ein englischer Fußballspieler, der beim FC Arsenal in der Premier League spielt.

## Karriere
Sein Champions-League-Debüt gab er am 9. Dezember 2014 gegen Galatasaray Istanbul. Am 26. November 2015 wurde er bis Januar 2016 an den Viertligisten York City verliehen.